# گوچی مان
گوچی مِین با نام اصلی رادریک دلانتیک دیویس (انگلیسی: Gucci Mane؛ زادهٔ ۱۲ فوریهٔ ۱۹۸۰) یک موسیقی‌دان اهل ایالات متحده آمریکا است. وی از سال ۲۰۰۱ میلادی تاکنون مشغول فعالیت بوده است.
از فیلم‌ها یا برنامه‌های تلویزیونی که وی در آن نقش داشته است می‌توان به تعطیلات بهاری اشاره کرد.

## فعالیت حرفه‌ای

### سال ۲۰۱۷
او ۱۳ ژوئیه ۲۰۱۷ تک‌آهنگی به نام «فتیش» را با همکاری سلنا گومز منتشر کرد.

## دیگر فعالیت‌ها

### بازیگری
گوچی مان اولین بازیگری خود را به نام Birds of a Feathe در سال ۲۰۱۲ بازی کرد. در همان سال در فیلم Spring Breakers به همکاری سلنا گومز، جیمز فرانکو ٬ آشلی بنسون ،ریچل کورین و… بوده است.

### پوشاک دلانتیک
در می ۲۰۱۶، گوچی مان شروع به امتحان کردن پوشاک جدید به نام دلانتیک از جمله لباس تی شرت و لباس زیر بوده.

### زندگی‌نامه
او زندگی‌نامه اش را به نام The Autobiography of Gucci Mane در سپتامبر ۲۰۱۷ منتشر کرد. کتابش در دوران زندان به کمک نیل مارتینز-بلکین، ویرایگشر و نویسنده سابق مجله XLL نوشته.l

## آلبوم‌شناسی
- Trap House (2005)
- Hard to Kill (2006)
- Trap-A-Thon (2007)
- Back to the Trap House (2007)
- Murder Was the Case (2009)
- The State vs. Radric Davis (2009)
- The Appeal: Georgia's Most Wanted (2010)
- The Return of Mr. Zone 6 (2011)
- Everybody Looking (2016)
- The Return of East Atlanta Santa (2016)
- Mr. Davis (2017)
- El Gato: The Human Glacier (2017)
- Evil Genius (2018)
- Delusions of Grandeur (2019)

## نگارخانه

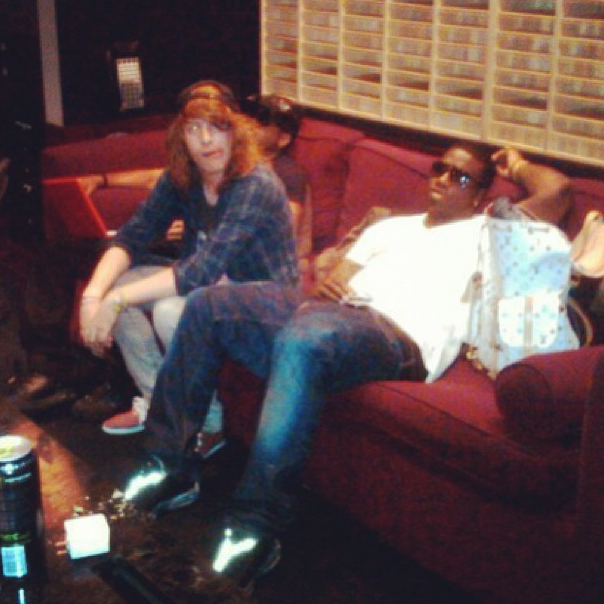
دوم و گوچی مان
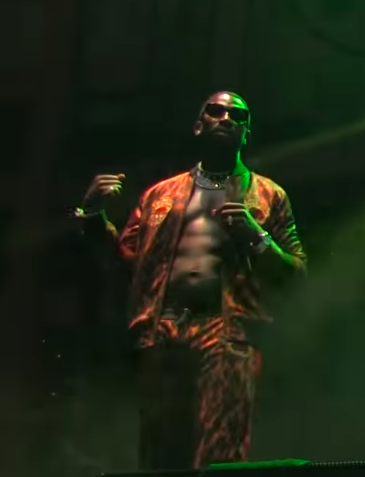
گوچی مان در حال اجرای کنسرت